# Leuchtturm Liepāja
Der Leuchtturm Liepāja befindet sich am südlichen Ufer des Zivilhafens von Liepāja in der Nähe der Hafeneinfahrt. Derzeit ist die oberste Aussichtsgalerie des Leuchtturms über eine Innentreppe mit 149 Stufen zugänglich.
Seit Mai 2010 ist der Leuchtturm als „Technisches Kulturdenkmal“ № 8732 eingetragen.

## Eigenschaften
Der Leuchtturm wurde 1868 aus Gusseisenplatten von eingeschmolzenen Schiffswracks gebaut und hat einen konischen Turm mit einer Galerie und einer Glaslaterne oben. Der Durchmesser des Turms am Boden beträgt 6,03 Meter, oben 3,36 Meter. Der Leuchtturm hat horizontal gleichbreite rote und weiße Streifen. Im November 1914 beschossen deutsche Kriegsschiffe die im Hafen liegende russische Flotte. Dabei wurde auch der Turm beschädigt, als er 16 Treffer des deutschen Kleinen Kreuzers Augsburg auf Verkleidung und Beleuchtungsausrüstung abbekam. Einige Spuren sind bis heute als Vertiefungen in der Außenverkleidung des Leuchtturms sichtbar.
Anfangs war das Leuchtfeuer mit optischen Geräten der Klasse 1 mit einem Linsendurchmesser von etwa zwei Metern ausgestattet. Das erste Beleuchtungsgerät bestand aus einer Petroleumlampe mit Fokussierscheinwerfern auf einem Drehtisch und wurde von einem windenbetätigten Uhrwerk betrieben. Im Mai 1915 wurde im Leuchtturm eine Lichtmaschine der Berliner Julius Pintsch AG installiert. Das neue System bestand aus zwei Scheinwerfern (Brennweite 250 mm) auf einem Drehtisch mit einer festen 1000-W-Glühbirne in der Mitte. Die Maschine drehte sich mit einer Geschwindigkeit von 7,5/min und sendete alle vier Sekunden ein Lichtsignal. Zur Notreserve gab es eine Petroleumglühlampe.
1923–1925 wurden sieben im Ersten Weltkrieg zerschossene Gusseisenplatten (je 2,3 × 1,5 m) ersetzt. Die neuen Platten tragen die Inschrift KOD eines einheimischen Herstellers. Der Leuchtturm hat im Zweiten Weltkrieg nicht gelitten. In den Nachkriegsjahren wurde der Drehtisch durch feste konzentrische Linsen ersetzt, deren Fokus regelmäßig von einer elektrischen Glühlampe beleuchtet wird. 1996 wurde ein in Finnland hergestelltes Beleuchtungsgerät installiert. Bis heute ist das Gebäude ohne wesentliche Änderungen geblieben.

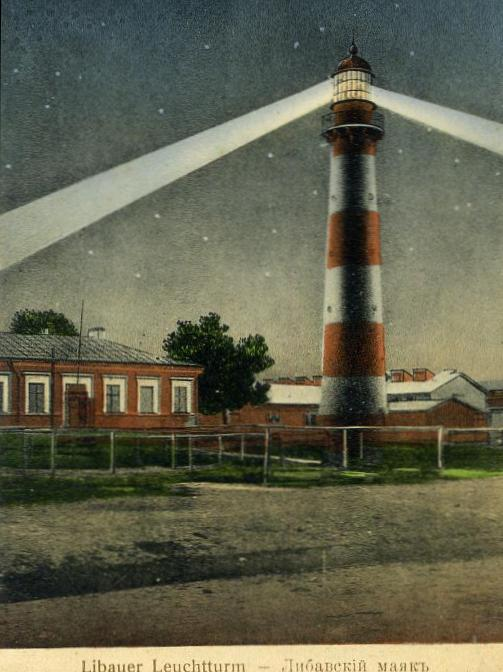
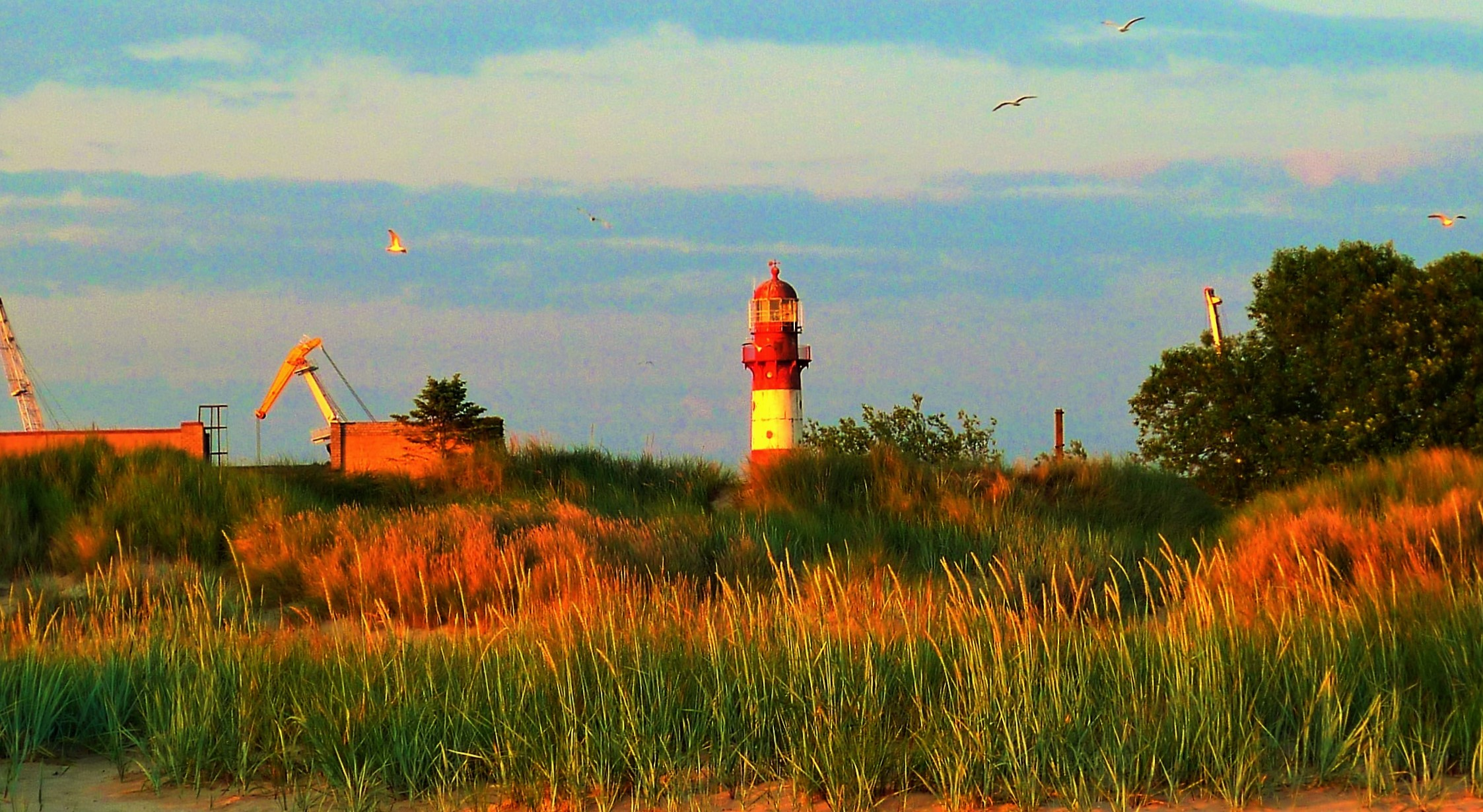
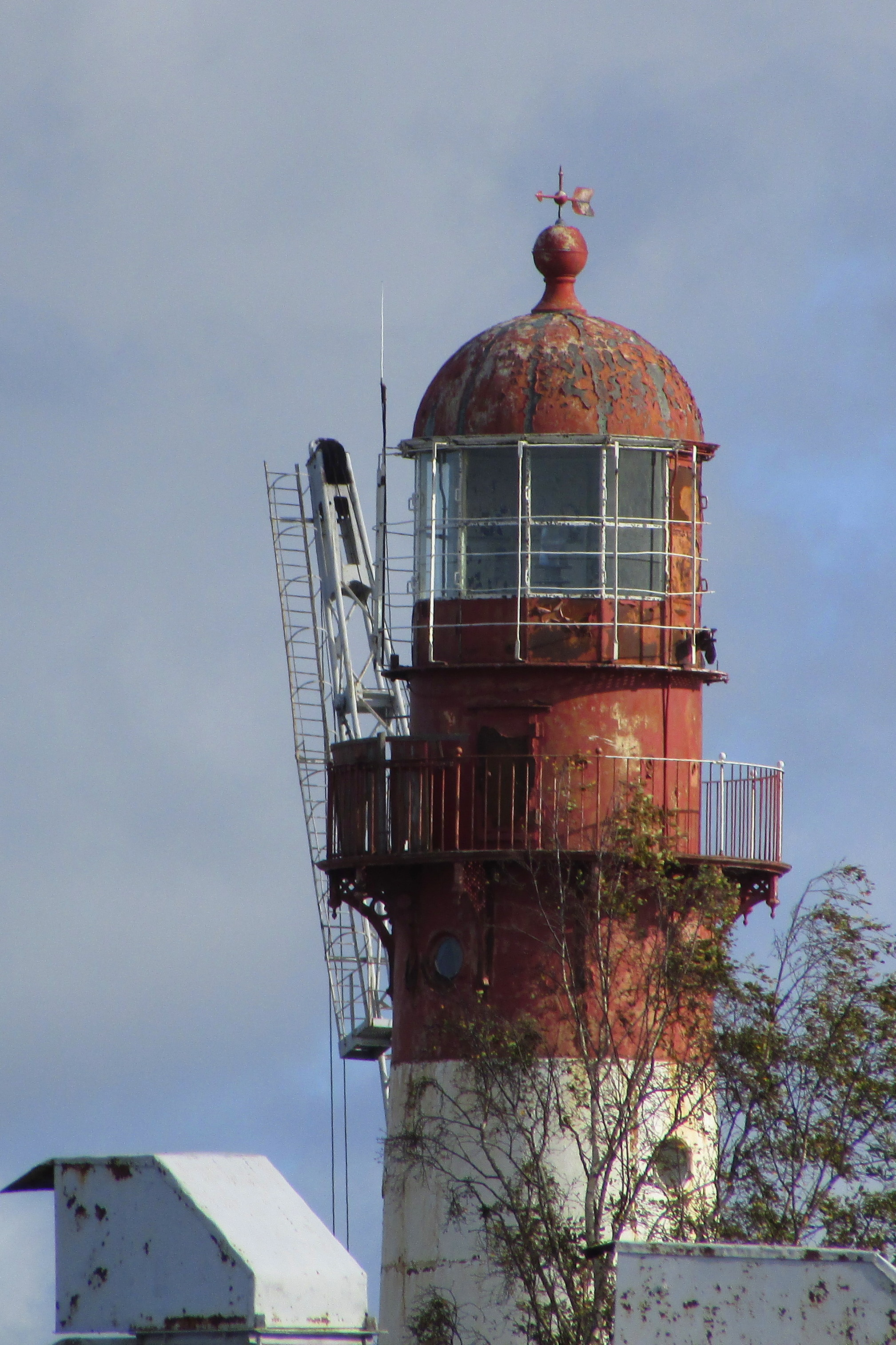